# Royal Rumble (2019)
Royal Rumble 2019 fue la trigésima segunda edición de Royal Rumble, un evento pago por visión de lucha libre profesional, producido por la WWE. El evento tuvo lugar el 27 de enero de 2019 desde el Chase Field en Phoenix, Arizona. El tema oficial del evento fue "We Got the Power" de Zayde Wølf.

## Antecedentes
En TLC: Tables, Ladders & Chairs, Carmella & R-Truth derrotaron a Alicia Fox & Jinder Mahal para ganar la segunda temporada del Mixed Match Challenge. Su premio por ganar fue el poder entrar en número #30 en sus respectivos Royal Rumble match.
En Crown Jewel, Brock Lesnar derrotó a Braun Strowman para recuperar el vacante Campeonato Universal de la WWE, gracias en parte a que el entonces gerente general interino de Raw, Baron Corbin, atacó a Strowman antes de la lucha. En TLC, Strowman derrotó a Corbin en un Tables, Ladders & Chairs Match, despojando así a Corbin de su poder autoritario y ganando un combate por el Campeonato Universal de la WWE contra Lesnar en Royal Rumble. En el episodio del 14 de enero de Raw, Corbin confrontó a Strowman y lo insultó, lo que condujo a una persecución al área de estacionamiento donde Corbin se escondió en una limusina. Strowman rompió el vidrio y arrancó la puerta, solo para que apareciera el presidente de la WWE, Vince McMahon, y revelara que esa era su limusina. McMahon luego multó a Strowman con $ 100 000. Strowman discutió con McMahon, quien luego canceló su combate con Lesnar. Un Strowman enojado procedió a voltear la limusina. Más tarde esa noche, John Cena, Drew McIntyre, Corbin y Finn Bálor expresaron su interés en enfrentar a Lesnar en Royal Rumble. McMahon programó un Fatal Four-Way match en el que el ganador se enfrentaría a Lesnar, que Bálor ganó luego de defender su puesto anteriormente esa noche ante Jinder Mahal.
En TLC, Daniel Bryan derrotó a AJ Styles para retener el Campeonato de la WWE. En el episodio del 1 de enero de 2019 de SmackDown, Styles ganó otra oportunidad contra Bryan en Royal Rumble al derrotar a Randy Orton, Mustafa Ali, Rey Mysterio y Samoa Joe en un Fatal Five-Way match.
En TLC, Asuka derrotó a Becky Lynch y Charlotte Flair en un Triple Threat Tables, Ladders & Chairs match para ganar el Campeonato Femenino de SmackDown. Después de que Lynch, Flair y Carmella solicitaron una oportunidad por el título en el episodio del 1 de enero de 2019 de SmackDown, se programó un Triple Threat match entre las tres para la semana siguiente; Lynch ganó el combate, ganando así un combate por el título en Royal Rumble.
En TLC, Ronda Rousey retuvo el Campeonato Femenino de Raw contra Nia Jax. En el episodio del 7 de enero de 2019 de Raw, Rousey apareció en el segmento de entrevistas de Alexa Bliss y mencionó que a continuación quería enfrentar a Sasha Banks. Jax interrumpió, diciendo que quería una revancha contra Rousey. Banks salió y desafió a Jax a un combate en el que la ganadora obtendría una oportunidad por el campeonato. Banks luego derrotó a Jax para ganar un combate por el Campeonato Femenino de Raw contra Rousey en Royal Rumble.
En Crown Jewel, Shane McMahon ganó la Copa Mundial de la WWE, reemplazando a The Miz en la final, luego de que este último fuera considerado incapaz de competir debido a una lesión. Después de esto, The Miz comenzó a insistir para formar un equipo con Shane, afirmando que podrían ser el mejor equipo del mundo. Shane finalmente accedió a ser un equipo y en el episodio del 8 de enero de 2019 de SmackDown, Miz desafió a The Bar (Cesaro & Sheamus) a una lucha por los Campeonatos en Parejas de SmackDown en Royal Rumble, que The Bar aceptó.
En el pre-show de TLC, Buddy Murphy retuvo el Campeonato Peso Crucero contra Cedric Alexander. En el episodio del 26 de diciembre de 2018 de 205 Live, el gerente general Drake Maverick programó que Murphy defendiera el campeonato en Royal Rumble en un Fatal Four-Way match contra oponentes a decidirse en luchas clasificatorias. En el episodio del 2 de enero de 205 Live, Kalisto y Akira Tozawa clasificaron a la lucha derrotando a Lio Rush y Drew Gulak, respectivamente. En el episodio del 9 de enero de 205 Live, Hideo Itami ganó el último lugar al derrotar a Alexander.
Durante las grabaciones de SmackDown el 18 de diciembre de 2018, Rusev derrotó a Shinsuke Nakamura para ganar el Campeonato de los Estados Unidos (el combate se transmitió el 25 de diciembre). En el episodio del 1 de enero de 2019, mientras Rusev y su esposa/mánager Lana celebraban la victoria por el título, Nakamura atacó a Rusev, con Lana también resultando herida en la pelea. En el episodio del 15 de enero de 2019 de SmackDown, se anunció que Nakamura obtendría su revancha por el campeonato contra Rusev en Royal Rumble.

## Resultados
En paréntesis se indica el tiempo de cada combate:
- Kick-Off: Los Campeones en Parejas de Raw Bobby Roode & Chad Gable derrotaron a Rezar & Scott Dawson (con Drake Maverick) (6:55).[14][15]
  - Gable cubrió a Dawson después de un combinación entre «Moonsault» de Gable y «Neckbreaker» de Roode.
  - Los Campeonatos en Parejas de Raw de Roode & Gable no estuvieron en juego.
- Kick-Off: Shinsuke Nakamura derrotó a Rusev (con Lana) y ganó el Campeonato de los Estados Unidos (10:15).[14][16]
  - Shinsuke Nakamura cubrió a Rusev después de un «Kinshasa» en la nuca.
  - Durante la lucha, Lana interfirió a favor de Rusev.
  - Durante la lucha, Lana se lesióno (Kayfabe) y no pudo participar en la batalla real
- Kick-Off: Buddy Murphy derrotó a Kalisto, Akira Tozawa y Hideo Itami y retuvo el Campeonato Peso Crucero de la WWE (12:05).[14][17]
  - Murphy cubrió a Itami después de un «Murphy's Law».
- Asuka derrotó a Becky Lynch y retuvo el Campeonato Femenino de SmackDown (17:10).[18][19]
  - Asuka forzó a Lynch a rendirse con un «Cattle Mutilation».
- The Miz & Shane McMahon derrotaron a The Bar (Cesaro & Sheamus) y ganaron el Campeonato en Parejas de SmackDown (13:20).[18][20]
  - Shane cubrió a Cesaro después de un «Shooting Star Press».
- Ronda Rousey derrotó a Sasha Banks y retuvo el Campeonato Femenino de Raw (13:55).[18][21]
  - Rousey cubrió a Banks después de un «Piper's Pit».
  - Después de la lucha, ambas se dieron la mano en señal de respeto.
- Becky Lynch ganó el 2019 Women's Royal Rumble Match (1:12:00).[18][22]
  - Becky Lynch eliminó finalmente a Charlotte Flair, ganando la lucha.
  - Como resultado, Lynch recibiría una oportunidad por el Campeonato Femenino de Raw o el Campeonato Femenino de SmackDown en WrestleMania 35.
- Daniel Bryan derrotó a AJ Styles y retuvo el Campeonato de la WWE (24:35).[18][23]
  - Bryan cubrió a Styles después de un «Clawhold Chokeslam» de Rowan.
  - Después de la lucha, Bryan & Rowan atacaron a Styles.
- Brock Lesnar (con Paul Heyman) derrotó a Finn Bálor y retuvo el Campeonato Universal de la WWE (9:40).[18][24]
  - Lesnar forzó a Bálor a rendirse con un «Kimura Lock».
  - Después de la lucha, Lesnar atacó a Bálor.
  - Originalmente, Braun Strowman era el retador al Campeonato Universal, pero fue sacado del combate por Vince McMahon tras atacar su limusina (kayfabe).
- Seth Rollins ganó el 2019 Men's Royal Rumble Match (57:35).[18][25]
  - Rollins eliminó finalmente a Braun Strowman, ganando la lucha.
  - Durante el encuentro, Drew McIntyre atacó a No Way Jose mientras hacía su entrada.
  - Durante el encuentro, Bobby Lashley atacó a Rollins después de haber sido eliminado.
  - Como resultado, Rollins recibiría una oportunidad por el Campeonato de la WWE o el Campeonato Universal de la WWE en WrestleMania 35.
  - Nia Jax se convierte en la cuarta mujer en la historia en entrar a un royal rumble match masculino.

## Royal Rumble: entradas y eliminaciones
El color rojo ██ indica las superestrellas de Raw, azul ██ indica las superestrellas de SmackDown Live, morado ██ indica las superestrellas de 205 Live, amarillo ██ indica las superestrellas de NXT, beige ██ indica las superestrellas de NXT UK, gris ██ indica las superestrellas miembros del WWE Hall of Fame y sin color indica las superestrellas que son agentes libres. Cada participante entraba en intervalos de 90 segundos (1 minuto y 30 segundos).

### Royal Rumble femenino

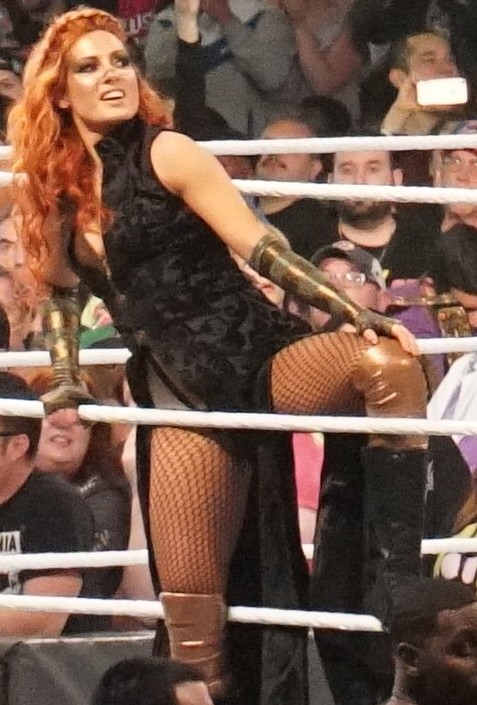
Becky Lynch, ganadora del Royal Rumble 2019 femenino.

| Entradas | Entradas        | Eliminada por | Eliminada por     | Elim. | Tiempo |
| -------- | --------------- | ------------- | ----------------- | ----- | ------ |
| 1        | Lacey Evans     | 11            | Flair             | 2     | 29:20  |
| 2        | Natalya         | 23            | Jax               | 2     | 56:01  |
| 3        | Mandy Rose      | 9             | Naomi             | 1     | 25:20  |
| 4        | Liv Morgan      | 1             | Natalya           | 0     | 00:08  |
| 5        | Mickie James    | 2             | Tamina            | 0     | 11:38  |
| 6        | Ember Moon      | 24            | Bliss             | 0     | 52:53  |
| 7        | Billie Kay      | 4             | Evans             | 1     | 09:25  |
| 8        | Nikki Cross     | 3             | Royce y Kay       | 0     | 09:00  |
| 9        | Peyton Royce    | 5             | Evans             | 1     | 08:38  |
| 10       | Tamina          | 7             | Flair             | 1     | 08:22  |
| 11       | Xia Li          | 6             | Flair             | 0     | 04:48  |
| 12       | Sarah Logan     | 8             | Sane y Natalya    | 0     | 05:38  |
| 13       | Charlotte Flair | 29            | Lynch             | 5     | 50:01  |
| 14       | Kairi Sane      | 15            | Riott             | 1     | 17:00  |
| 15       | Maria Kanellis  | 12            | Fox               | 0     | 08:12  |
| 16       | Naomi           | 10            | Rose              | 1     | 01:28  |
| 17       | Candice LeRae   | 14            | Riott             | 0     | 09:35  |
| 18       | Alicia Fox      | 13            | Riott             | 1     | 06:55  |
| 19       | Kacy Catanzaro  | 16            | Ripley            | 0     | 10:45  |
| 20       | Zelina Vega     | 18            | Ripley            | 0     | 11:42  |
| 21       | Ruby Riott      | 20            | Bayley            | 3     | 13:08  |
| 22       | Dana Brooke     | 17            | Ripley            | 0     | 07:17  |
| 23       | Io Shirai       | 22            | Jax               | 0     | 13:21  |
| 24       | Rhea Ripley     | 21            | Bayley            | 3     | 07:55  |
| 25       | Sonya Deville   | 19            | Bliss             | 0     | 04:26  |
| 26       | Alexa Bliss     | 25            | Carmella y Bayley | 2     | 12:59  |
| 27       | Bayley          | 27            | Jax y Flair       | 3     | 14:27  |
| 28       | Becky Lynch     | Ganadora      | Ganadora          | 2     | 13:20  |
| 29       | Nia Jax         | 28            | Lynch             | 3     | 11:59  |
| 30       | Carmella        | 26            | Flair             | 1     | 07:12  |

1. ↑  Rose ya se encontraba eliminada.
2. ↑  Lana fue anunciada en la entrada 28, pero debido a una lesión en el tobillo izquierdo (kayfabe) no pudo competir y Lynch tomó su lugar.

### Royal Rumble masculino

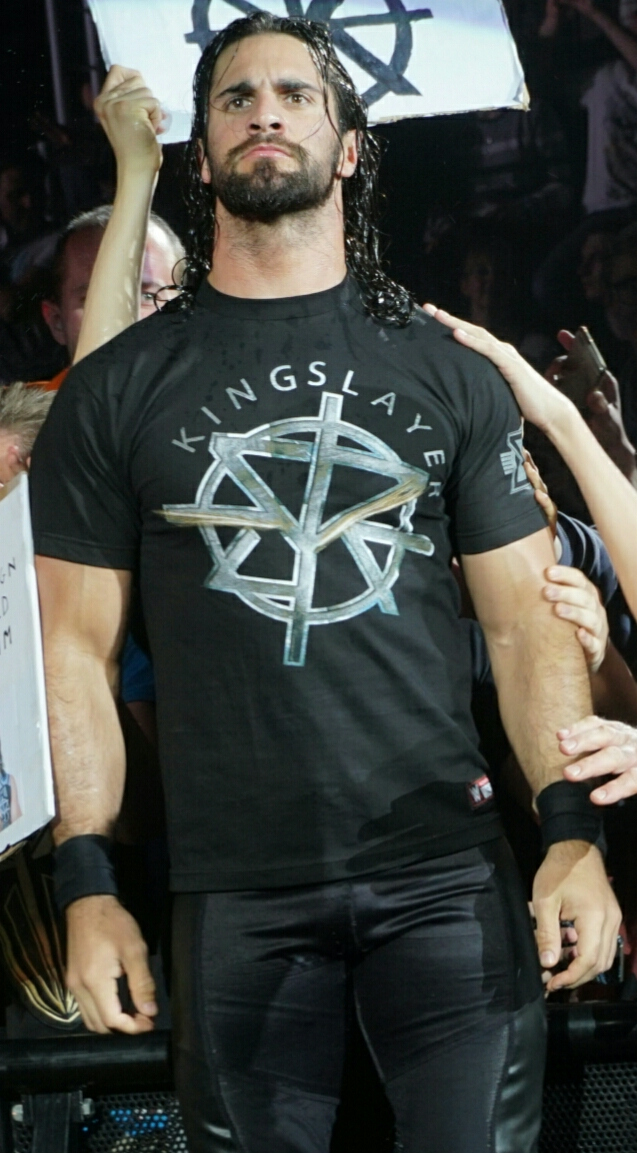
Seth Rollins, ganador del Royal Rumble 2019 masculino.

| Entradas | Entradas          | Eliminado por | Eliminado por | Elim. | Tiempo |
| -------- | ----------------- | ------------- | ------------- | ----- | ------ |
| 1        | Elias             | 5             | Rollins       | 1     | 15:07  |
| 2        | Jeff Jarrett      | 1             | Elias         | 0     | 01:00  |
| 3        | Shinsuke Nakamura | 8             | Ali           | 1     | 17:44  |
| 4        | Kurt Angle        | 2             | Nakamura      | 0     | 03:15  |
| 5        | Big E             | 4             | Joe           | 0     | 06:01  |
| 6        | Johnny Gargano    | 9             | Ambrose       | 1     | 13:50  |
| 7        | Jinder Mahal      | 3             | Gargano       | 0     | 00:28  |
| 8        | Samoa Joe         | 14            | Ali           | 3     | 23:44  |
| 9        | Curt Hawkins      | 7             | Joe           | 1     | 04:09  |
| 10       | Seth Rollins      | Ganador       | Ganador       | 3     | 43:00  |
| 11       | Titus O'Neil      | 6             | Hawkins       | 0     | 00:04  |
| 12       | Kofi Kingston     | 12            | Drew McIntyre | 0     | 09:53  |
| 13       | Mustafa Ali       | 23            | Jax           | 2     | 30:00  |
| 14       | Dean Ambrose      | 13            | Black         | 1     | 12:42  |
| 15       | No Way Jose       | 10            | Joe           | 0     | 00:02  |
| 16       | Drew McIntyre     | 22            | Ziggler       | 4     | 20:06  |
| 17       | Xavier Woods      | 11            | Drew McIntyre | 0     | 00:03  |
| 18       | Pete Dunne        | 17            | Drew McIntyre | 0     | 11:19  |
| 19       | Andrade           | 27            | Strowman      | 1     | 26:44  |
| 20       | Apollo Crews      | 15            | Corbin        | 0     | 05:45  |
| 21       | Aleister Black    | 16            | Corbin        | 1     | 06:10  |
| 22       | Shelton Benjamin  | 20            | Strowman      | 0     | 09:19  |
| 23       | Baron Corbin      | 19            | Strowman      | 2     | 07:18  |
| 24       | Jeff Hardy        | 21            | Drew McIntyre | 0     | 07:05  |
| 25       | Rey Mysterio      | 25            | Orton         | 1     | 13:01  |
| 26       | Bobby Lashley     | 18            | Rollins       | 0     | 00:12  |
| 27       | Braun Strowman    | 29            | Rollins       | 4     | 14:35  |
| 28       | Dolph Ziggler     | 28            | Strowman      | 1     | 11:35  |
| 29       | Randy Orton       | 26            | Andrade       | 1     | 05:54  |
| 30       | Nia Jax           | 24            | Mysterio      | 1     | 03:11  |

1. ↑  Después de ser eliminado ataco a Rollins.
2. ↑  Nia Jax atacó a R-Truth mientras hacían su entrada, para luego tomar su lugar